# Forsthaus Schützenhaus

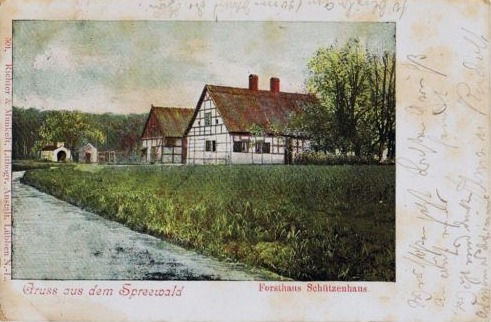
Forsthaus Schützenhaus im Jahr 1904

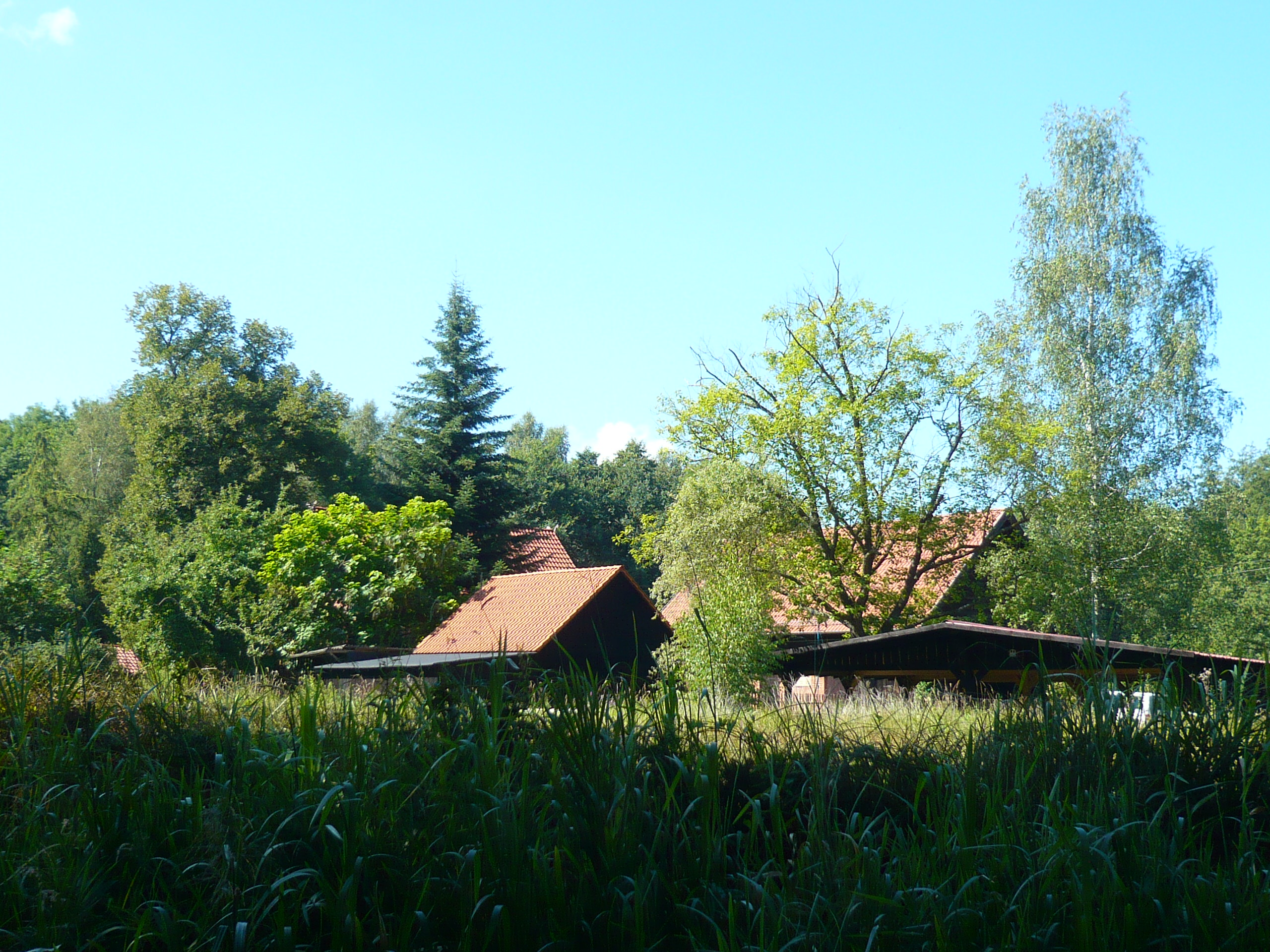
Gebäudeansicht im Jahr 2012

Forsthaus Schützenhaus, niedersorbisch Golnica-Stśělnica, ist ein amtlich ausgewiesener Wohnplatz in Alt Zauche, einem Ortsteil der Gemeinde Alt Zauche-Wußwerk im Landkreis Dahme-Spreewald in Brandenburg. Bis ca. 1840 wurde das Gebäude als Alt Zaucher Unterförsterei, im Jahr 1844 als Försterei Schützenhaus bezeichnet. Das Forsthaus ist als Baudenkmal in der Denkmalliste des Landes Brandenburg eingetragen.

## Lage
Das Forsthaus Schützenhaus liegt in der Niederlausitz. Das Dorf Alt Zauche ist in nordwestlicher Richtung etwa drei Kilometer entfernt. Die nächstgelegene größere Stadt ist Lübbenau/Spreewald, die von dort aus allerdings nur per Kahn erreichbar ist. Weiter umliegende Ortschaften sind Wußwerk im Norden, Neu Zauche und Straupitz im Nordosten, Mühlendorf im Osten, Burg-Kauper im Südwesten sowie Leipe und Lehde im Süden.
Der Wohnplatz liegt im Naturschutzgebiet Schützenhaus, einem Wald- und Niedermoorgebiet südlich des Nordumfluters, einem künstlich angelegten Arm der Spree. Forsthaus Schützendorf liegt vollständig im Oberspreewald auf einer Höhe von etwa 51 m ü. NHN. Das Gehöft besitzt einen unmittelbaren Anschluss an das Fließ Zerra.

## Geschichte
Das Forsthaus Schützenhaus wurde erstmals im Jahr 1818 zusammen mit Burglehn als Unterförsterei der Gemeinde Alt Zauche in der Topographisch-statistischen Übersicht des Regierungsbezirks Frankfurth a.d.O. urkundlich erwähnt. Damals gab es im Dorf ein Gebäude, in dem elf Menschen lebten. 1844 hatte Forsthaus Schützenhaus 14 Einwohner. Der Ort war nach Neu Zauche eingepfarrt.
Das Forsthaus gehörte verwaltungstechnisch seit jeher zur Gemeinde Alt Zauche. Als Teil dieser Gemeinde lag die Siedlung zunächst im Landkreis Lübben (Spreewald) im Regierungsbezirk Frankfurt im Königreich Preußen. Am 25. Juli 1952 wurde Alt Zauche seinen zugehörigen Siedlungen dem neu gegründeten Kreis Lübben im Bezirk Cottbus zugeordnet. Nach der Wende in der DDR lag das Forsthaus zunächst im Landkreis Lübben in Brandenburg. Am 1. Oktober 1992 schloss sich die Gemeinde Alt Zauche dem neu gebildeten Amt Straupitz an, welches später in „Amt Oberspreewald“ umbenannt wurde. Nach der brandenburgischen Kreisreform vom 6. Dezember 1993 wurde die Gemeinde dem Landkreis Dahme-Spreewald zugeordnet. Am 26. Oktober 2003 erfolgte der Zusammenschluss mit Wußwerk zur Gemeinde Alt Zauche-Wußwerk. Zeitgleich fusionierte das Amt Oberspreewald mit dem benachbarten Amt Lieberose zum Amt Lieberose/Oberspreewald.